# Santa Bàrbara (Van Eyck)
Santa Bàrbara (en neerlandès De Heilige Barbara van Nikodemië) és un quadre dibuixat per l'artista primitiu flamenc Jan van Eyck, signat i datat en 1437 i compost sobre guix sobre plafó de roure, amb unes dimensions de 41,20 × 27,50 cm. Es conserva al Koninklijk Museum voor Schone Kunsten (Reial Museu de Belles Arts) d'Anvers, a Bèlgica.
Algunes àrees i passatges estan més detallats que altres, i durant molt de temps s'ha debatut si el plafó va quedar com Van Eyck pretenia o si és una pintura inacabada. En cas de tractar-se d'una obra acabada, seria el dibuix supervivent més antic no fet sobre paper o pergamí. Un fet que dona suport a aquesta hipòtesi és el reconeixement que va tenir entre els flamencs esteticistes contemporanis a Van Eyck.

## Context
Santa Bàrbara va ser una màrtir cristiana que es creu que va viure en el segle iii, i que va ser molt popular a finals de l'edat mitjana. Segons l'hagiografia, el seu pare ric i pagà, Dioscorus, va mirar de preservar-la de pretendents inoportuns tancant-la en una torre. Barbara va deixar entrar un sacerdot que la va batejar, un acte pel qual va ser perseguit i finalment decapitat pel seu pare. Es va convertir en un tema popular entre els artistes de la generació de Van Eyck. Una altra bona representació contemporània és del seu deixeble Robert Campin, qui la va representar el 1438 en el Tríptic Werl.

## Composició
Bàrbara és mostrada asseguda sostenint un llibre i fulles de palma davant d'una gran catedral gòtica encara en procés de construcció, amb molts obrers visibles a terra transportant pedra i en diverses parts de la torre.
L'obra se situa en un paisatge captivador i evocador amb subtils tons marrons, blancs i blaus, només succintament detallats. Els elements de la torre estan molt més definits i contenen molts detalls arquitectònics complexos. En molts detalls s'assembla a la catedral de Colònia, que el 1437 estava encara en construcció. Van Eyck havia pintat la catedral anteriorment així com una vista de Colònia al políptic de L'adoració de l'Anyell Místic de Gant.
El nivell de detall generalment es redueix cap al fons. Els obrers de la part superior de la torre estan menys detallats que els que hi ha a terra, al nivell de Bàrbara, mentre que els elements del paisatge són esbossos. En algunes zones la línia entre el dibuix preparatori i el underpainting s'encreuen. Les vores inferiors de l'estructura original de marbre contenen lletres pintades imitant un cisellat amb la inscripció «IOHES DE EYCK ME FECIT. 1437». Aquest fet ha portat a qüestionar-se per la funció exacta de la signatura de Van Eyck; ja que pot indicar que l'obra està acabada per l'artista, o bé que la seva funció era el disseny que s'havia de completar per membres del seu taller.

## Altres font
- Pächt, Otto. Van Eyck and the Founders of Early Netherlandish Painting.  Londres: Harvey Miller Publishers, 1999. ISBN 1-872501-28-1.